# Diable d'homme

Diable d'homme est une pièce de théâtre écrite et interprétée par Robert Lamoureux, mise en scène par Daniel Ceccaldi et créée le 25 novembre 1980 au Théâtre des Bouffes-Parisiens

## Argument
Le diable surgit subrepticement dans le cabinet de travail d'un écrivain en mal d'inspiration, il lui propose un marché : la damnation des personnages du roman qu'il est en train d'écrire contre la promesse d'obtenir le Prix Goncourt. L'écrivain d'abord réticent finit par accepter. Le diable prend alors l'identité d'un certain Lauret-Bayoux et se présente chez la directrice d'une boite d’intérim avec un tableau emballé sous les bras., ce tableau n'est autre que le portrait d'une lointaine Aïeule de la directrice, qui a été canonisée par l'Église à la suite de quelques apparitions. Il lui offre le tableau, puis avec l'aide d'un comparse (le suppôt de Satan) il va faire en sorte de pousser à la faute les cinq femmes présentes sur les lieux.

## Distribution

### Création auThéâtre des Bouffes-Parisiens
- Mise en scène : Daniel Ceccaldi
- Robert Lamoureux : Satan et Lauret-Bayoux
- Marthe Mercadier : Mademoiselle Soindon
- Magali de Vendeuil : Florence
- Claude Nicot : L'écrivain
- Liliane Patrick : Mme Labelie
- Annie Jouzier
- Barbarie Willar
- Yves Barsacq : Un client de l'agence d'interim
- Patrick Guillemin : le suppôt de Satan

### Reprise pour la télévision en 1984
- Distribution identique à celle de la création
- Lieu de tournage : Théâtre Marigny
- Réalisation : Georges Folgoas

## Accueil
À sa création la pièce fut jouée 720 fois.